# وستفیلد سنتر (اوهایو)
وستفیلد سنتر (به انگلیسی: Westfield Center ) یک روستا در ایالات متحده آمریکا می باشد که در شهرستان مدینا ، اوهایو قرار دارد. جمعیت این شهر در سرشماری سال ۲۰۱۰ ، ۱,۱۱۵ نفر بوده است. بااینکه اندازه کم جامعه، خانه بیمه وستفیلد ، گسترده ترین کارفرما در شهرستان مدینه است.

## تاریخ
این انجمن در سال ۱۸۲۶ بنیانگذاری شد. هنگامی که به آن یک اداره پست داده شد، اسم "پادشاه" لقب گرفت.  این دو اسم به جای هم استفاده می شد تا اینکه در سال ۱۹۱۴ به عنوان پادشاه، اوهایو به کار رفت. در روز های نخستین دهه ۱۹۷۰، این اسم به مرکز وستفیلد تغییر کرد.
یک ساختمان در مرکز وستفیلد، کلیسای یونیورسالیست ، در لیستملی مکان های تاریخی ثبت شده است . 

## جغرافیا
مرکز وستفیلد در۴۱°۱′۴۷″ شمالی ۸۱°۵۵′۵۳″ غربی / ۴۱٫۰۲۹۷۲°شمالی ۸۱٫۹۳۱۳۹°غربی  قرار گرفته است. 
براساس آمار اداره سرشماری ایالات متحده ، مساحت کل این روستا ۲٫۱۱ مایل مربع (۵٫۴۶ کیلومتر مربع) می باشد. 

## جمعیت شناسی

### سرشماری ۲۰۱۰
طبق سرشماری  سال ۱۳۸۹، تعداد ۱,۱۱۵ نفر، ۴۵۰ خانوار و ۳۴۹ خانوار در این روستا زندگی می کردند. تراکم جمعیت ۵۲۸٫۴ ساکن در هر مایل مربع (۲۰۴٫۰ ساکن در هر کیلومتر مربع)   . ۴۷۳واحد مسکونی با تراکم متوسط ۲۲۴٫۲ بر مایل مربع (۸۶٫۶ بر کیلومتر مربع)   داشت. ترکیب نژادی دهکده ۹۷.۵٪ سفیدپوست ، ۰.۱٪ آمریکایی آفریقایی تبار ، ۰.۹٪ آسیایی ، ۰.۳٪ از سایر نژادها و ۱.۳٪ از دو یا چند نژاد بود. اسپانیایی یا لاتین تبار از هر نژاد ۱.۳٪ از جمعیت را تشکیل می دادند.
تعداد ۴۵۰ خانوار وجود دارد که ۲۸.۲ درصد دارای فرزندان زیر ۱۸سال با آنان زندگی می کنند، ۶۸.۰ درصد زوج متاهل زندگی می کنند، ۶.۴ درصد خانه دار زن بدون حضور شوهر، ۳.۱درصد صاحب خانه مرد بدون حضور همسر، و ۲۲.۴ درصد غیرخانواده بودند. ۱۹.۳٪ از کل خانواده ها را افراد تشکیل می دادند، و ۱۰.۶٪ افراد تنها زندگی می کردند که ۶۵ سال یا بیشتر داشت. متوسط بعد خانوار ۲.۴۸و متوسط بعد خانوار ۲.۸۳بود.
میانگین سنی در روستا ۴۸.۴ سال بود. ۲۰.۵ درصد از ساکنان زیر ۱۸ سال بودند. ۶.۳ درصد میان ۱۸ تا ۲۴ سال سن داشتند. ۱۷.۸% از ۲۵تا ۴۴ بودند. ۳۲.۸% از ۴۵ تا ۶۴ بودند. و ۲۲.۵درصد ۶۵سال یا بیشتر سن داشتند. ترکیب جنسیتی روستا 6/50 درصد مرد و ۴/۴۹ درصد زن بوده است.

## گالری

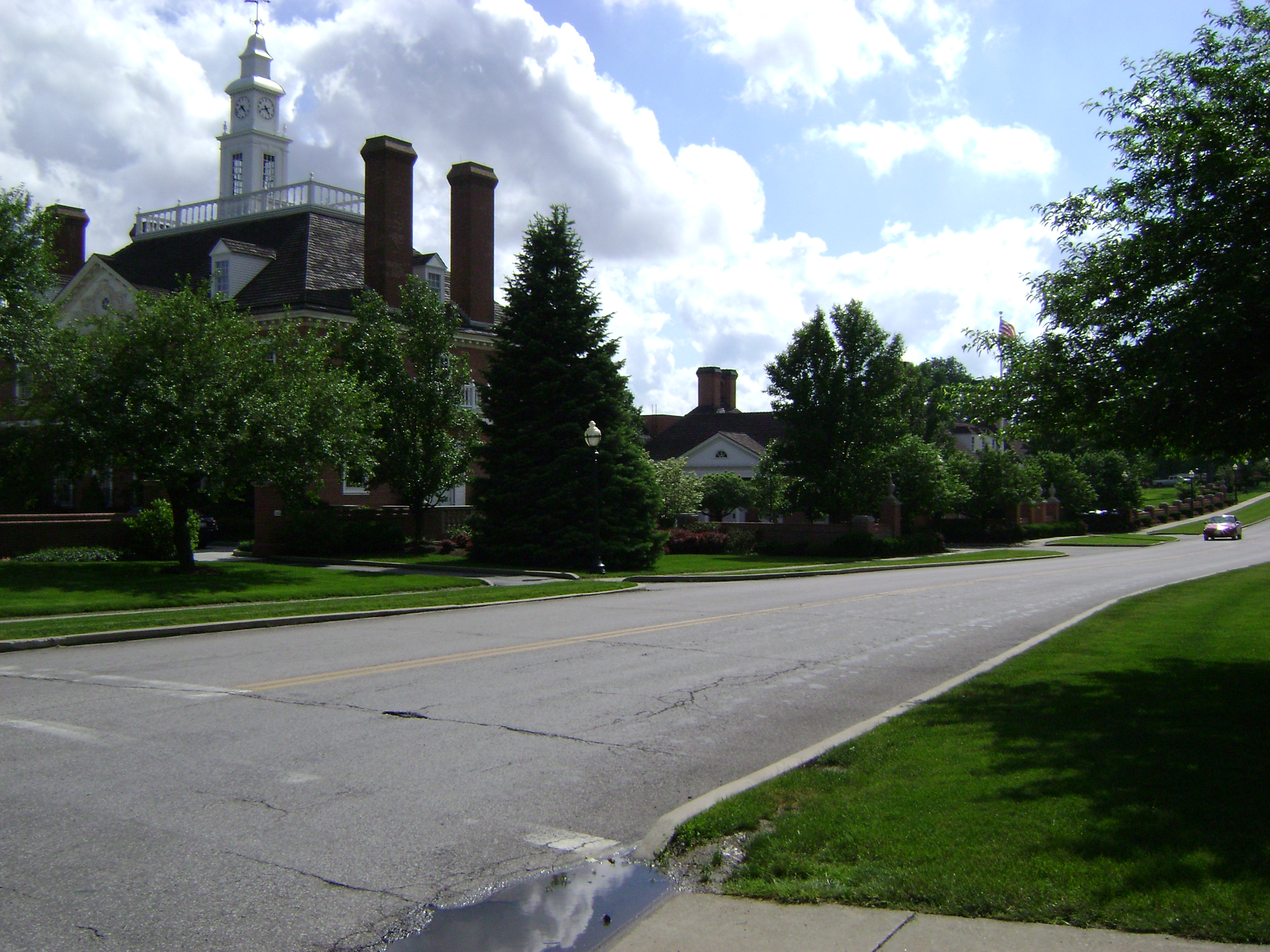
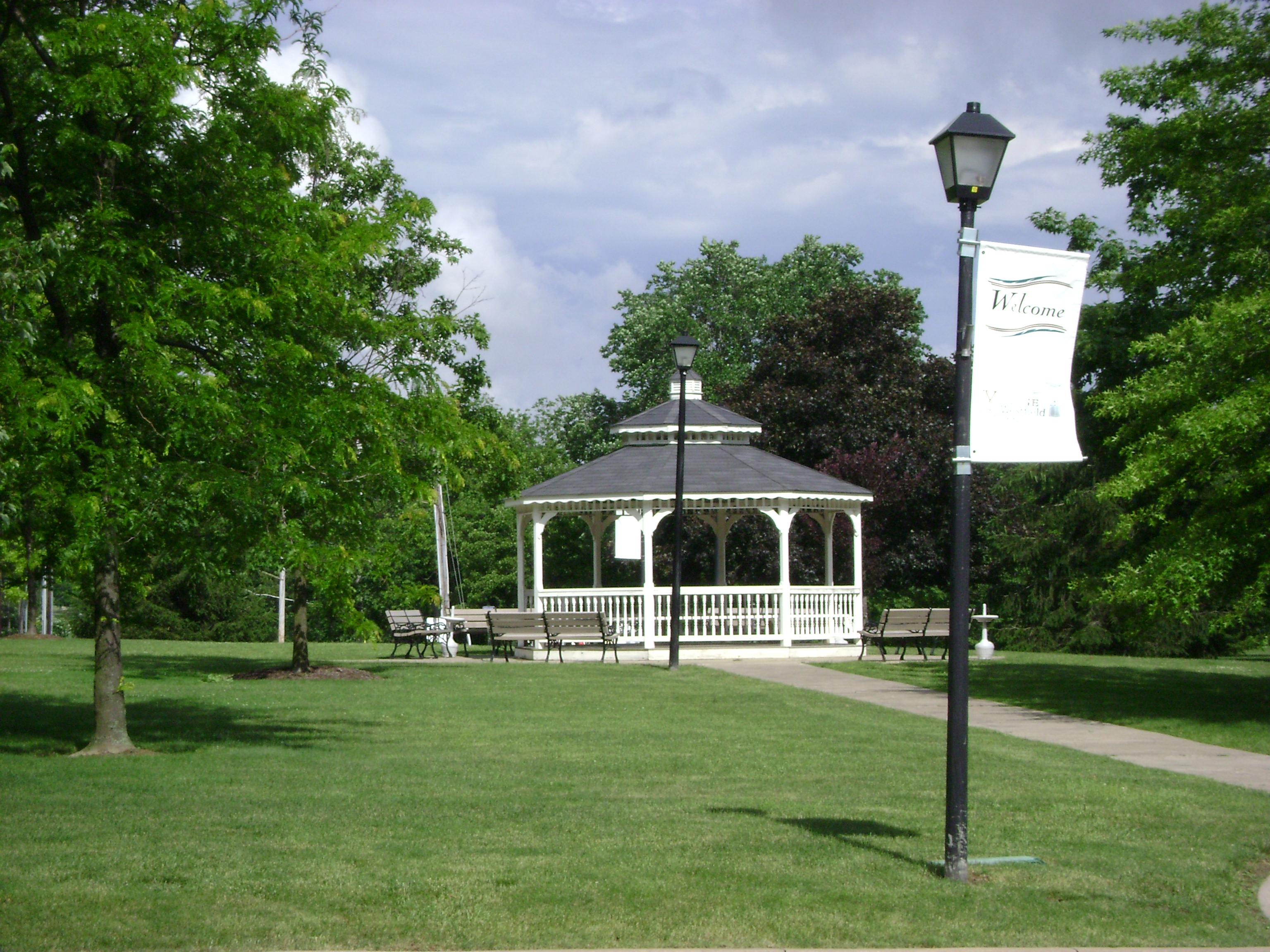